# Johannes Arnoldus Hendrikus Wagenaar
Johannes Arnoldus Hendrikus Wagenaar (Utrecht, 13 januari 1841 – aldaar, 3 januari 1894) was een Nederlands organist en beiaardier.
Hij kreeg zijn muzikale opleiding van zijn vader en Willem Johan Frederik Nieuwenhuysen. Hij bespeelde vanaf 1864 het orgel van de Waalse Kerk, gevestigd in de Pieterskerk. Tevens was hij beiaardier van de Dom van Utrecht, alwaar hij opvolger was van Nieuwenhuysen. Hij werkte ook bij firma Deierkauf, hofmuziekhandel. 
Hij werd geboren binnen het gezin van organist en (later) pianohandelaar Arnoldus Wagenaar en Berendina van Zeijst. Vader was vanaf 1831 organist (een jongeling van circa 17 jaar) in de Nicolaïkerk en vertrok uit die functie in 1851 vanwege de slechte staat van het orgel.. Johannes Arnoldus Hendrikus Wagenaar was getrouwd met Elsje Bettink. Uit dat huwelijk kwam voort Jan Wagenaar, eveneens organist in Utrecht. Hij overleed aan het Oudkerkhof 30, alwaar de muziekhandel was gevestigd. Op Begraafplaats Soestbergen ligt voor hem een gedenksteen, waarop ook zoon Arnoldus Johannes (overleden april 1894) is vermeld. In de 20e eeuw kregen zijn zoon Jan Wagenaar en diens echtgenote daar ook een gedenksteen. 